# آرویو دو سال
آرویو دو سال (به پرتغالی: Arroio do Sal) یک منطقهٔ مسکونی در برزیل است که در ریو گرانده جنوبی واقع شده‌است. آرویو دو سال ۱۲۰٫۹۳۹ کیلومتر مربع مساحت و ۱۰٬۲۷۹ نفر جمعیت دارد و ۶ متر بالاتر از سطح دریا واقع شده‌است.